# 宇野淑子
宇野 淑子（うの よしこ、1942年3月18日 - ）は、日本のアナウンサー、ジャーナリスト、女優。
東京都立川市出身。岡山県立岡山操山高等学校卒業。東京教育大学文学部卒業。
1964年4月、TBSにアナウンサー9期生として入社。2002年3月の定年退職まで同社のアナウンサーとして活躍。民放で定年まで勤め上げた初の女性アナウンサーである。
クールな中に情感と色気を湛えた品のあるアルト。人を癒す声を目指し、理性的であり、かつ又感情豊かな声の表現者として活躍する。TBSを退職後、大谷美智浩作演出の舞台『お熱い夜はいかが?』で初舞台を踏み女優としての活動を広げ、2003年には壤晴彦が主宰の演劇倶楽部『座』の活動に参加。日本ペンクラブ会員。

## 略歴
戦争疎開で岡山県へ。以後高校卒業まで岡山市（旧都窪郡吉備町）で送る。東京教育大学卒業後、1964年4月、TBSにアナウンサー9期生として入社（同期に石川顯、大沢悠里、小島康臣、平原晋太郎、桝井論平、高階玲子、二村義子、山田照子、吉野好子）。1966年1月、ラジオ局放送部兼テレビ編成局アナウンス部。1967年11月15日、アナウンサー研修室設置に伴いラジオ局第一制作部勤務者兼アナウンサー研修室付に。1969年3月、放送部兼第一制作部兼第二制作部兼アナウンサー研修室付、1970年7月、ラジオ本部アナウンス室、1989年1月、報道総局アナウンス部兼ラジオ総局情報制作局ニュース・情報センター部、1991年5月、アナウンスセンター兼ラジオ制作局にそれぞれ配属。2000年4月、クリエイティブ・メディア・エージェンシーに出向。
1988年、第二次世界大戦後、サハリンに残留した人々について、継続的に注目し続け、ラジオドキュメンタリーやテレビ報道番組の特集に結実、第14回放送文化基金賞ラジオドキュメンタリー番組優秀賞や第36回日本民間放送連盟賞番組部門ラジオ報道番組優秀賞、第14回'88JNNアノンシスト賞グランダ・プレミオを受賞。テレビでは報道番組のナレーションを中心に担当。
2002年3月、TBSを定年退職。6月、『お熱い夜はいかが?』で女優に初挑戦する。

## 出演番組
- ニュースショー（1969年、TBSラジオ）[6]
- 芸能ニュース（1970年、TBSテレビ）[6]
- 東京エコー（1970年、TBSテレビ）[6]
- これが世界だ（1970年、TBSテレビ）[6][11]
- おはよう片山竜二です（1975年、TBSラジオ）[11][6]
- 郷愁のうた〜ノスタルジック・サウンド〜（1977年、TBSラジオ）[6]
- 向こう三軒両隣り（1977年、TBSテレビ）[6]
- TBSテレポート6（1977年、TBSテレビ）リポーター[6]
- ラジオエッセイ（1978年・1985年、TBSラジオ）[6]
- 朝の口笛（1980年、TBSラジオ）[6]
- 民謡まつり暦（1982年、TBSラジオ）[6]
- はやおき倶楽部（1986年、TBSラジオ）[6]
- お昼のニュースステーション（TBSラジオ）[6]
- ニューススペシャル〜待ちわびるハルモニたち〜（TBSラジオ） - 第14回'88アノンシスト賞 グランダ・プレミオ賞受賞。[11][6]
- ラジオジャーナル（TBSラジオ）
- 伊集院光 深夜の馬鹿力（TBSラジオ）
- 11時にあいましょう（1978年、TBSテレビ）[6]
- 週間ニュース特集（1978年、TBSテレビ）[11][6]
- CBSドキュメント（TBSテレビ）ナレーター[11][6]
- 筑紫哲也 NEWS23 （TBSテレビ） - TBSを退職後も特集のナレーターを不定期に担当。
- 報道の魂（TBSテレビ）ナレーション - カメラを回し自身で取材することもある。
- TBSテレビ各種番組提供読み - かつては2005年に定年退職し、2022年に死去した宮内鎮雄とともに使用頻度が高かった。

## 参加作品
ピチカート・ファイヴのアルバム『overdose』に収録の曲『If I were a groupie』にてナレーションとして参加した

## 舞台
- 晴風会玄奥尺八公演（1995年 - ）語り
- 吉田秀穂作演出アナウンサー朗読劇 コトバの園〜言霊たちの夜（1999年）
- 吉田秀穂作演出アナウンサー朗読劇 プラットホーマーたちの朝（2000年）
- 大谷美智浩作演出 お熱い夜はいかが?（2002年）
- 演劇倶楽部『座』紀伊国屋ホール公演 詠み芝居（2003年）
- 演劇倶楽部『座』草月ホール公演 肝っ玉おっ母とその子どもたち（2004年）
- 演劇倶楽部『座』シアターV赤坂公演 おたふく（2006年）
- 朗読 夢の時間（2006年 - ）
- 紫紺倶楽部 朗読の世界（2011年 - ）

## ビブリオグラフィ

### 著書
- 離別の四十五年〜戦争とサハリンの朝鮮人（1990年、潮出版社）
- 私の介護家族戦争（2002年、講談社）